# Gustavo Castrejón y Chávez
Gustavo Castrejón y Chávez (San Pedro Jorullo, Michoacán, 11 de junio de 1910-19 de enero de 1971) fue un político mexicano, miembro del Partido Revolucionario Institucional (PRI). Fue diputado federal de 1946 a 1949.

## Biografía
Oriundo de la entonces Hacienda de San Pedro Jorullo en el municipio de La Huacana, estado de Michoacán. Estudió en el Colegio de San Nicolás y en la Extensión de la Universidad La Salle en Chicago, Estados Unidos; pero no tenía título profesional. Fue cajero y luego contador en la Comisión Nacional de Irrigación, y laboró como inspector escolar en Los Ángeles, California; y titular de la Recaudación de Rentas en el estado de México. 
En 1946 fue postulado candidato del PRI a diputado federal por el Distrito 2 del estado de México, durante la calificación de su elección fue cuestionado por su origen michoacano y ser postulado en el estado de México, pero finalmente fue aprobado y representó al distrito en la XL Legislatura de dicho año al de 1949. Fue integrante de las comisiones de Educación Pública; 2a. de Elecciones; de Turismo; y, de Bienestar Social.
De 1958 a 1961 fue oficial mayor de la Secretaría de Recursos Hidráulicos cuando era su titular Alfredo del Mazo Vélez en el gobierno del presidente Adolfo López Mateos. De 1966 a 1968 fue director general del Instituto Radiotécnico de México, S. A. Fue sobrino del diputado constituyente de 1917 y revolucionario, Martín Castrejón.